# Mechelen-aan-de-Maas

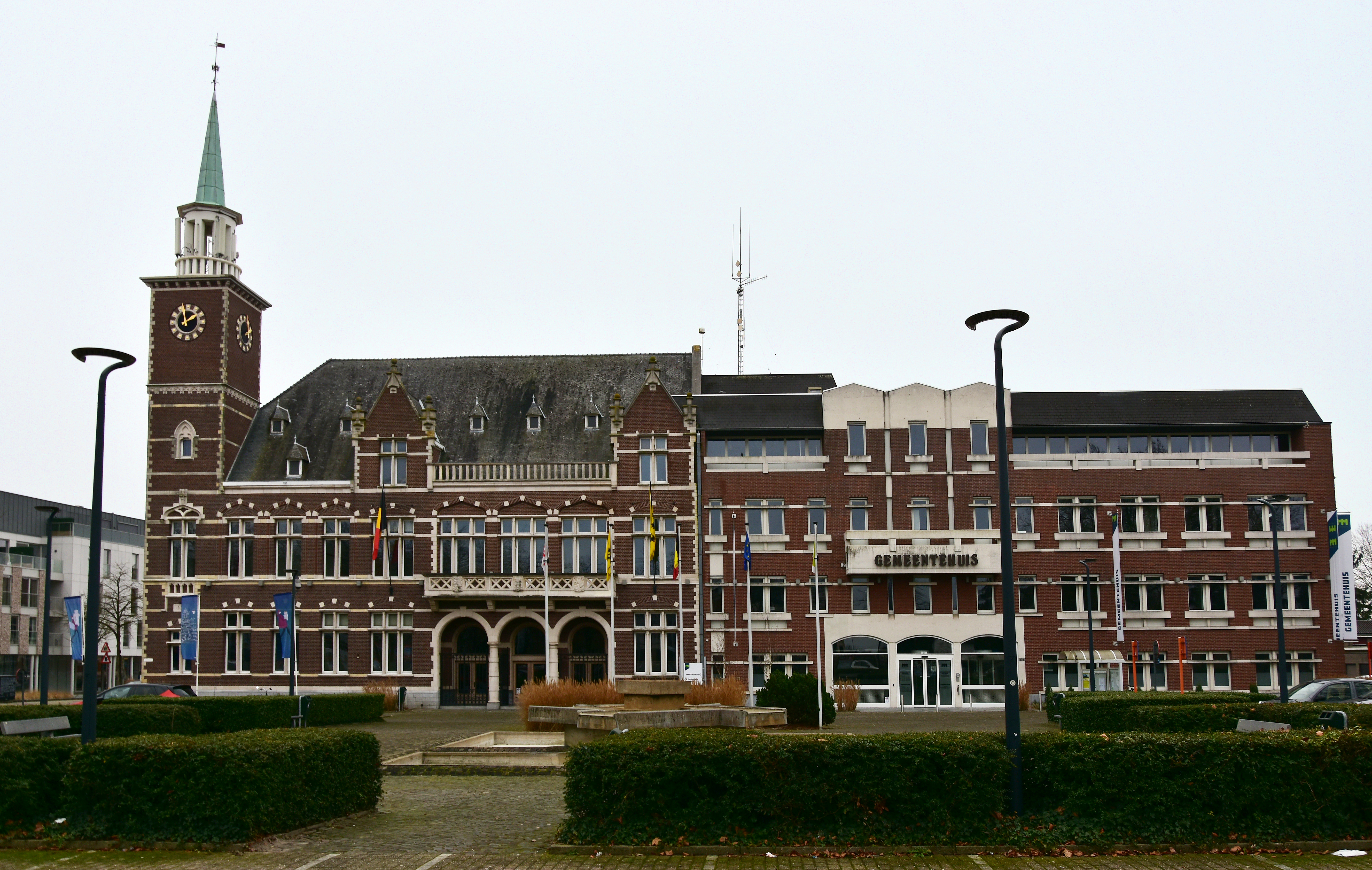
Het gemeentehuis

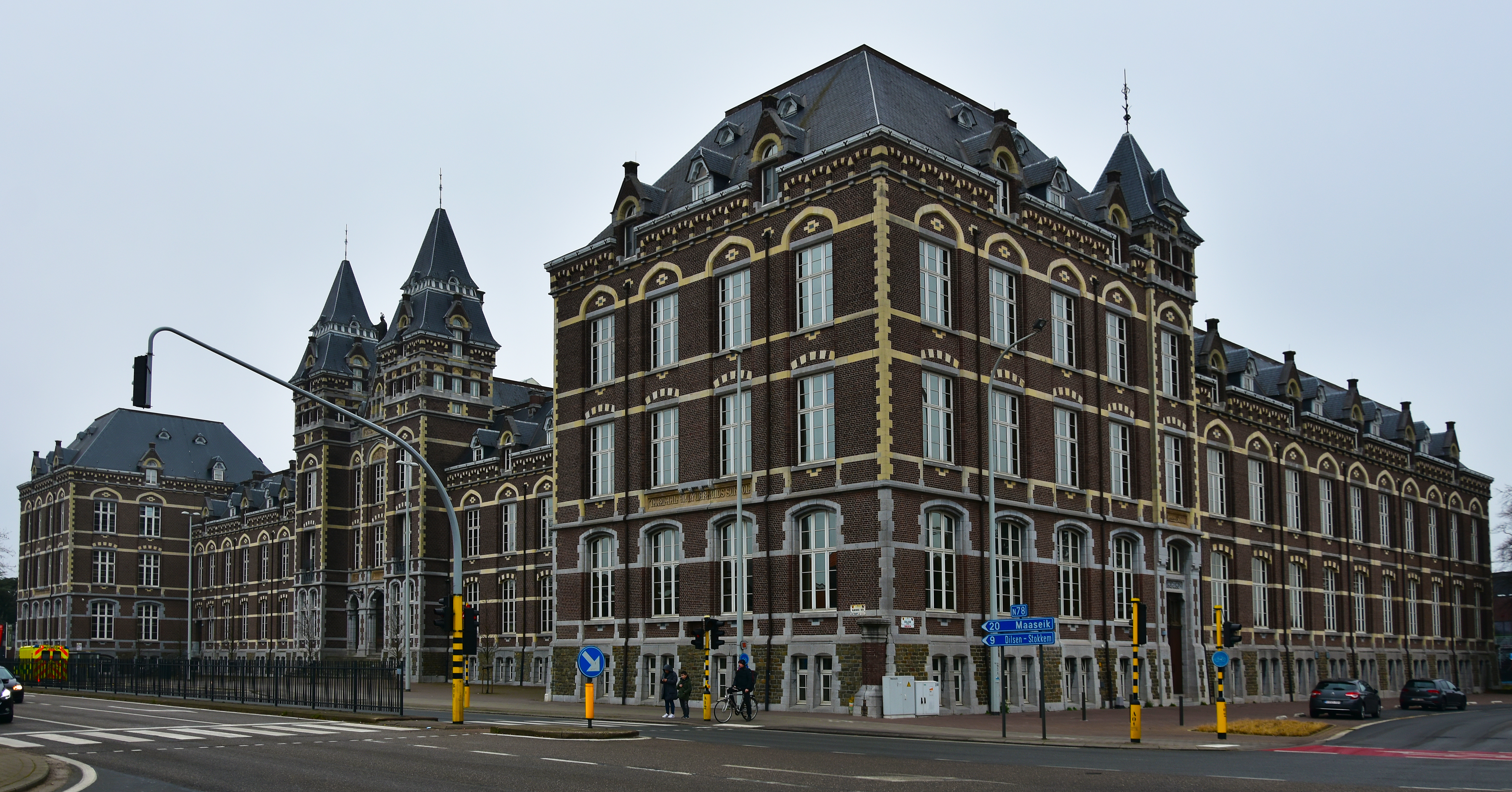
Het vroegere Heilig-Hartcollege, nu de Campus de Helix

Mechelen-aan-de-Maas is een plaats in de Belgische provincie Limburg en een deelgemeente van de gemeente Maasmechelen, het was een zelfstandige gemeente tot aan de gemeentelijke herindeling van 1971. De Romeinse heirbaan loopt parallel aan de Maas en doorkruist Mechelen-aan-de-Maas van noord naar zuid, evenals de Zuid-Willemsvaart en de Rijksweg, ontworpen als onderdeel van de Napoleontische verbinding van Parijs naar Hamburg. In de deelgemeente bevindt zich het administratieve centrum van de gemeente Maasmechelen.
De vroegere gemeente Mechelen-aan-de-Maas telde ook al andere overheidsfuncties, zoals een vredegerecht, een kadaster en een belastingkantoor. Tegenwoordig liggen er in Mechelen-aan-de-Maas ook enkele grotere middelbare scholen. Het hoge en imposante collegegebouw Heilig-Hartcollege, momenteel onderdeel van campus de helix, langs de Rijksweg, is een beschermd monument.
De patroonheiligen van Mechelen-aan-de-Maas zijn Sint-Monulphus en Sint-Gondulphus. De Dokter Haubenlaan is genoemd naar arts-vroedmeester Theodore Hauben.

## Toponymie
De plaats wordt voor het eerst genoemd in 1062, als Mahlen, wat afkomstig kan zijn van het Germaanse magalinum (machtig); ook een verklaring als maal (dingplaats) wordt wel gegeven. Ter onderscheiding van de stad Mechelen spreekt men tegenwoordig van Mechelen-aan-de-Maas.

## Geschiedenis
In de Romeinse tijd liep de heerbaan van Tongeren naar Nijmegen door het gebied.
Zeker vanaf de 10e eeuw was Mechelen-aan-de-Maas een van de elf banken van Sint-Servaas. Het was tevens een vrije rijksheerlijkheid. In een oorkonde uit 1131 wordt ene Godefridus villicus regis de Malines ("bestuurder van de koninklijke villa te Mechelen") genoemd; dezelfde persoon wordt in 1139 genoemd als behorend bij de familia van het Sint-Servaaskapittel. Sinds 1232 kwamen de heerlijke rechten aan de proosten van het Sint-Servaaskapittel. Later, wellicht na de Slag bij Lafelt toen het proostenkasteel te Vlijtingen werd verwoest, bezaten de Maastrichtse proosten een buitenverblijf in Mechelen, het in de 20e eeuw verdwenen Hof van Oensel. Vanaf de 14e-15e eeuw stond de schepenbank onder bescherming van de Hertogen van Brabant. Vanaf 1632 maakte de Republiek der Nederlanden aanspraak op dit gebied als onderdeel van Staats-Brabant. Ondanks protesten van het Maastrichtse kapittel, kwam Mechelen in 1785 bij het Verdrag van Fontainebleau formeel in bezit van de Republiek. Ondertussen had Mechelen te maken met overlast door troepen bij de diverse belegeringen van Maastricht, vooral gedurende de 16e en 17e eeuw.
De Franse tijd bracht met zich mee dat Mechelen in 1795, door het Verdrag van Den Haag, bij Frankrijk werd gevoegd. In 1796 werd het een kantonhoofdplaats in het arrondissement Maastricht, gelegen in het departement Nedermaas. Uiteindelijk kwam het, na de Belgische Onafhankelijkheidsbeweging, aan België. In 1851 werd Daalgrimbie, een gehucht van Mechelen, bij Opgrimbie gevoegd. Tot na de Eerste Wereldoorlog bleef het een bescheiden centrum in een grotendeels agrarische en dunbevolkte streek aan de oostgrens van Belgisch-Limburg, waar - naast de landbouw - ook een bescheiden baksteen- en grindnijverheid bestond. In 1847 bestond nog 55% van het grondgebied uit heide, die in de 2e helft van de 19e eeuw werd bebost, zodat tegenwoordig 43% uit bos, en 11% uit heide bestaat.
Mechelen was ook een decanaat. Waarschijnlijk was het sinds de 11e eeuw al een zelfstandige parochie. De decanale kerk is gewijd aan Monulphus en Gondulphus, twee heilige Maastrichtse bisschoppen.
Tussen 1860 en de Eerste Wereldoorlog trokken brikkenbekkers vanuit Mechelen naar Duitsland.
Na de komst van de steenkoolmijn van Eisden, in 1923, groeide het inwonersaantal snel. In 1910 telde het dorp 1.838 inwoners tegen 6.669 in 1961, door inwijking uit binnen- en buitenland, eerst uit Centraal- en Oost-Europa en na de Tweede Wereldoorlog vooral uit landen rond de Middellandse Zee, met name Italië. In 1975 bestond bijna 15% van de bevolking uit Italianen. Het oude dorpscentrum bij de Zuid-Willemsvaart en de Maas breidde uit, maar vooral de bouw van tuinwijken en verkavelingen in de voormalige heide- en bosgebieden westelijk van de dorpskern, veranderde het uitzicht en het karakter van de streek. Uiteindelijk groeiden de tuinwijken van Mechelen-aan-de-Maas, Vucht en Eisden aan elkaar tot één groot woongebied.
De aanleg in de jaren zestig van de 20e eeuw van de autosnelweg E314 (Leuven - Genk - Heerlen - Aken), met een verkeerswisselaar naar de N78 en een groot douanekantoor langs de snelweg in Boorsem deed het belang van Mechelen-aan-de-Maas en omgeving verder toenemen. Ten zuiden van de dorpskern, bij de snelweg, werden een ambachtelijke zone en het bedrijventerrein Oude Bunders ontwikkeld. Hier ontstond vervangende werkgelegenheid na de sluiting van de mijn in 1987.
In de loop van de jaren zeventig ontstond de fusiegemeente Maasmechelen door het samengaan in twee fasen (1971 en 1977) van acht gemeenten. Mechelen-aan-de-Maas lag in het centrum van de aldus ontstane middelgrote gemeente Maasmechelen. De benamingen Maasmechelen en Mechelen-aan-de-Maas worden daarom vaak door elkaar gebruikt.

## Demografische ontwikkeling
- Bronnen:NIS, Opm:1831 tot en met 1961=volkstellingen

## Bezienswaardigheden
- De Sint-Monulphus en Gondulphuskerk, uit 1854
- De Sint-Pieter en Andrieskerk, een modernistische kerk uit 1966, in de wijk Proosterbos
- Het Heilig-Hartcollege, een traditionalistisch bouwwerk uit begin 20e eeuw
- De Kruiskensmolen, een molenrestant aan de Heirstraat 302, uit 1884.

## Natuur en landschap
Mechelen-aan-de-Maas ligt nabij de vallei van de Maas, daarvan gescheiden door de Zuid-Willemsvaart. Ten westen daarvan strekten zich vroeger heidegebieden uit, en daar bevond zich ook een steilrand op de overgang naar het Kempens Plateau. De hoogte gaat daar van ongeveer 40 meter tot meer dan 90 meter. Er is hier sprake geweest van een aantal zandgroeven. We vinden hier de Mechelse Heide, die tegenwoordig deel uitmaakt van het Nationaal Park Hoge Kempen, en direct ten zuidwesten van de wijk Proosterbos ligt het natuurreservaat Ven onder de Berg.
Ten oosten van de Zuid-Willemsvaart ligt de Maaswinkel, een overstromingsgebied langs de Grensmaas.

## Lijst van burgemeesters
Een lijst van burgemeesters van Mechelen-aan-de-Maas tot de gemeentelijke fusie van 1971.
- 1830-1831: Jan Hendrik Booten
- 1831-1843: Pieter J. Hermans
- 1843-1847: Frederik de Gelissen
- 1847-1867: Pieter J. Vleugels
- 1867-1872: Leon De Gelissen
- 1872-1885: Pieter Th. Hermans
- 1885-1895: Hubert Booten
- 1895-1896: Theodoor Houben
- 1896-1929: Joseph Smeets (geb. 1859)
- 1930-1933: Theodoor Vranken
- 1933-1970: Theodoor Smeets
- april 1970-einde 1970: Joseph Smeets (geb. 1928)

## Nabijgelegen kernen
- Vucht
- Kotem
- Boorsem
- Opgrimbie
- Niel-bij-As
- As